# Maotian (köpinghuvudort i Kina, Guizhou Sheng, lat 28,95, long 108,08)
Maotian (kinesiska: 茅天, 茅天镇) är en köpinghuvudort i Kina. Den ligger i provinsen Guizhou, i den sydvästra delen av landet, omkring 290 kilometer nordost om provinshuvudstaden Guiyang. Antalet invånare är 18 362. Befolkningen består av 8 751 kvinnor och 9 611 män. Barn under 15 år utgör 30 %, vuxna 15-64 år 56 %, och äldre över 65 år 12,0 %.